# Echeandia imbricata
Echeandia imbricata är en sparrisväxtart som beskrevs av Robert William Cruden. Echeandia imbricata ingår i släktet Echeandia och familjen sparrisväxter. Inga underarter finns listade i Catalogue of Life.